# Ida (Fluss)
Die Ida ist ein Fluss in der südöstlichen Slowakei und entspringt im Slowakischen Erzgebirge, an der Südostflanke des Gipfels Biely Kameň (1135 m), nahe dem Ort Zlatá Idka. Sie entwässert zunächst in südöstlicher Richtung, schwenkt später auf Südwest bis West und mündet nach rund 57 Kilometern bei Peder als linker Nebenfluss in die Bodva. Von der Quelle bis zum Stausee Bukovec (Vodná nádrž Bukovec) heißt der Fluss auch Idka.

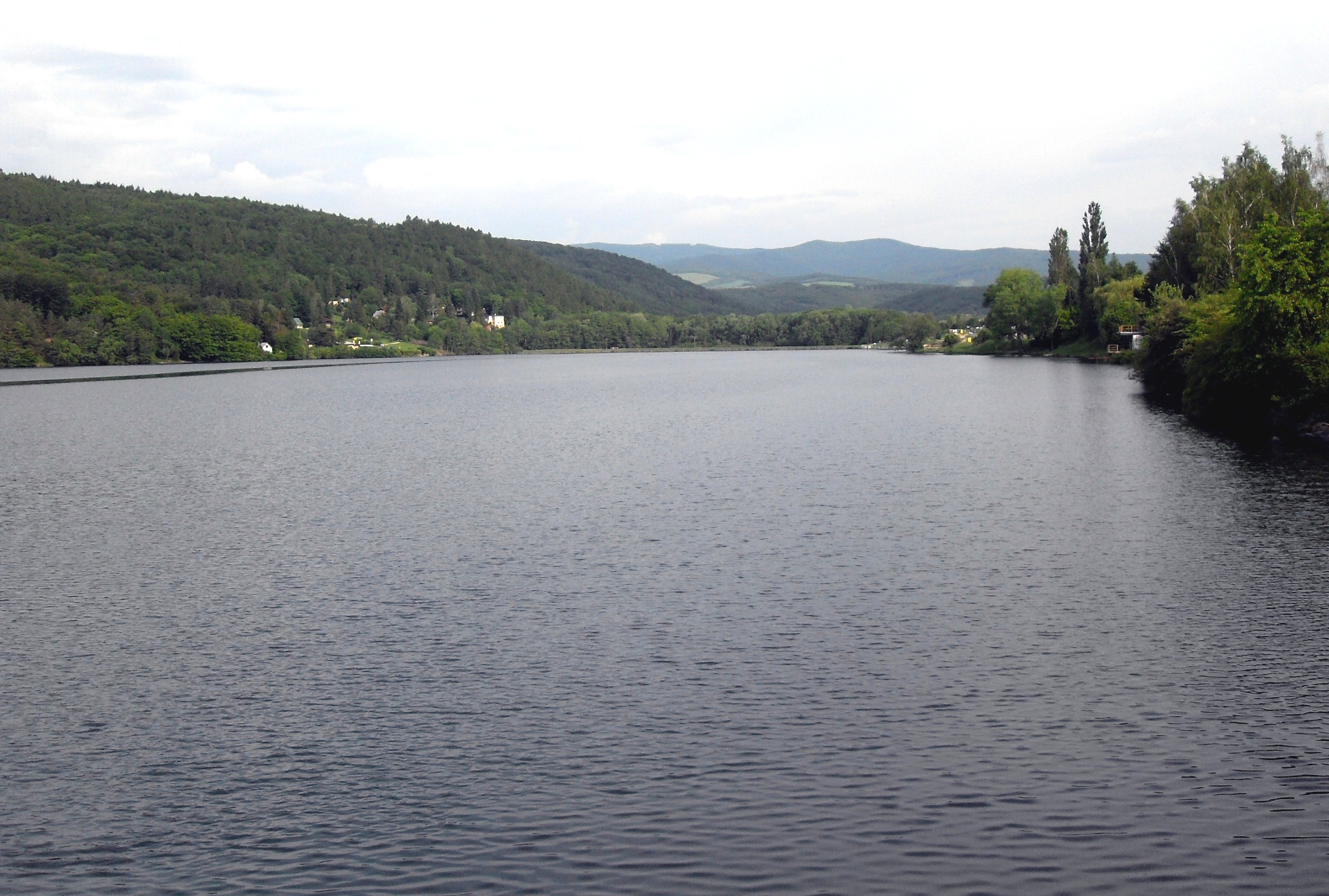
Stausee „Bei Bukovec“

## Orte am Fluss
- Zlatá Idka
- Bukovec
- Malá Ida
- Šaca
- Veľká Ida
- Peder